# افسوران
افسوران روستایی است که در استان اردبیل، شهرستان گرمی، بخش موران، دهستان اجارود شرقی قرار دارد.

## جمعیت
بر اساس سرشماری سال ۱۳۸۵ جمعیت این روستا ۳۰۰ نفر با ۶۱ خانوار بوده‌است.